# Рабкор (альбом)
«Рабкор» — дванадцятий студійний альбом білоруської рок-групи «Ляпис Трубецкой», реліз якого відбувся 1 травня 2012 року на сервісі Яндекс. Музика, та 6 травня на ThankYou.ru

## Трек-лист альбому
1. «Интро»
2. «Не быць скотам!»
3. «Рабкор»
4. «Цмок ды арол»
5. «Путинарода»
6. «Броненосец (Ты ни при чём?)»
7. «Лилипут»
8. «Маеш яйцы?!»
9. «Убей раба!»
10. «Панас»
11. «Железный»
12. «Lyapis Crew»

## Виконавці
- Сергій Міхалок — вокал.
- Павло Булатніков — вокал, перкусія.
- Руслан Владико — гітара.
- Денис Стурченко — бас-гітара.
- Влад Сенкевич — труба, бек-вокал.
- Іван Галушко — тромбон, бек-вокал.
- Денис Шуров — ударні.